# Menelao (sommo sacerdote)
Menelao (in ebraico: מנלאוס; fl. II secolo a.C.) è stato un sacerdote ebreo antico, sommo sacerdote del Tempio di Gerusalemme tra il 171 a.C. al 161 a.C. ca..
Succedette a Giasone e rivestì la carica quando ebbe inizio la rivolta dei Maccabei, che cercava di conquistare l'indipendenza della Giudea dal regno seleucide.

## Biografia
Le due principali fonti sulla vita di Menelao sono il libro biblico 2 Maccabei e le opere dello storico Giuseppe Flavio. Sulle origini di Menelao esse però danno indicazioni contraddittorie: per l'anonimo autore di 2 Maccabei egli era fratello di un funzionario del Tempio di nome Simone, che viene presentato come appartenente alla Tribù di Beniamino, mentre per Giuseppe Flavio era fratello di Giasone e Onia III, i due precedenti sommi sacerdoti. Poiché anche il padre di Onia III si chiamava Simone, è possibile che Giuseppe Flavio lo abbia confuso con Simone il Beniaminita.
Il sommo sacerdote Giasone ottenne la carica alla salita al trono del re siro Antioco IV (168 a.C.) e la esercitò per circa tre anni, durante i quali tentò di introdurre a Gerusalemme costumi e usanze ellenistiche, scandalizzando gli Ebrei più legati alla tradizione. Tuttavia Giasone aveva nemici anche tra i membri del Giudaismo ellenistico, che lo accusavano di non essere integralmente fedele al re. A capo di questa fazione v'era Menelao, il quale, inviato da Antioco per il pagamento del tributo annuale, colse l'occasione per offrire al re ulteriori ricchezze in cambio del sommo sacerdozio per sé stesso. Antioco acconsentì e rimandò Menelao a Gerusalemme scortato da una truppa di soldati ciprioti, che allontanarono Giasone dal Tempio con la forza e riscossero i pagamenti promessi da Menelao. Ma quest'ultimo si era impegnato in misura maggiore di quanto non fosse disponibile, sicché mise mano agli oggetti sacri del Tempio per ottenere i soldi che gli occorrevano per il re. Il libro 2 Maccabei riporta che contro questo sacrilegio si appellò al re l'ex-sommo sacerdote Onia III, ma Menelao corruppe un funzionario siro di nome Andronico, che fece trascinare Onia fuori dal santuario di Dafne, dove quello si era rifugiato, e lo assassinò. Menelao perseverò nelle sue ruberie ai danni del Tempio, tanto da suscitare le ire della popolazione, che si sollevò e uccise Lisimaco, fratello del sommo sacerdote. Una delegazione ebraica si recò nuovamente dal re per protestare contro Menelao, ma questi ricorse ancora alla corruzione e fece persuadere il re, che i suoi accusatori fossero in realtà prezzolati dall'Egitto, il cui scopo sarebbe stato quello di ricondurre la Giudea sotto il dominio egiziano; i membri della delegazione furono quindi messi a morte, un'ingiustizia che, commenta amaramente l'autore biblico, non sarebbe stata pensabile neppure presso gli Sciti (una popolazione asiatica all'epoca considerata particolarmente barbara e selvaggia).
Nel 170 a.C. Antioco IV attraversò la Palestina con un esercito per invadere l'Egitto. Giasone, l'ex-sommo sacerdote soppiantato da Menelao, tentò allora di reimporsi in Gerusalemme con l'aiuto di una schiera di guerrieri, ma ne fu cacciato. Sulla via del ritorno, il re Antioco prese l'accaduto per un tentato tradimento a suo danno, per cui fece saccheggiare la città, profanare il Tempio e compiere una strage. 2 Maccabei accusa Menelao di essere stato complice di tutto ciò. Egli rimase nominalmente sommo sacerdote anche sotto Antioco V Eupatore, figlio e successore di Antioco IV, quando in Giudea era scoppiata la ribellione dei Maccabei, che erano anche riusciti ad entrare in Gerusalemme. L'autore biblico riporta che Menelao istigò il giovane re alla guerra senza quartiere contro i ribelli, ma che quello, considerandolo indiretto responsabile dello scoppio della rivolta, lo fece mettere a morte.